# São Gonçalo do Rio Preto
São Gonçalo do Rio Preto é um município brasileiro do estado de Minas Gerais. Sua população em 2022 era de 3 032 habitantes.

## Turismo
O município integra o circuito turístico dos Diamantes. Possui um parque ecológico chamado de Parque Estadual do Rio Preto , que é gerenciado pelo Instituto Estadual de Florestas - IEF. Com a construção do asfalto até a cidade, muitos turistas tem comprado terrenos e construído casas. Outra atração é a Praia do Lapeiro, que está situada a 1 km do centro da cidade, esta possui estrutura para esportes como futebol de areia, vôlei de praia e peteca, além de bares e um restaurante para atender todos os visitantes. Possui uma festa do divino em agosto, que conta com a participação da marujada local procurada por vários historiadores e turistas. 

## Localização
São Gonçalo do Rio Preto fica a 56 km de Diamantina e a 350 km de Belo Horizonte. Rio Preto antes se chamava Felisberto Caldeira, mas em 1986, pela lei nº 9223, passou a se chamar São Gonçalo do Rio Preto.